# Радужный лорикет
Радужный лорикет (лат. Trichoglossus moluccanus) — вид попугаев, обитающий в Австралии. Распространён вдоль восточного побережья, от северного Квинсленда до Южной Австралии. Среда обитания — тропические леса, прибрежные заросли кустарника и редколесья. Шесть таксонов, традиционно считавшихся подвидами радужного лорикета, в настоящее время рассматриваются как отдельные виды.
Радужные лорикеты были завезены в Перт, Западную Австралию, Тасманию, Окленд, Новая Зеландию и Гонконг.

## Таксономия
Вид впервые описан в 1788 году немецким натуралистом Иоганном Фридрихом Гмелином под биноменом Psittacus moluccanus. Гмелин процитировал французского учёного-энциклопедиста Жоржа-Луи Леклерка, графа де Бюффона, который в 1779 году опубликовал описание «La Perruche à Face Bleu» в своей «Histoire Naturelle des Oiseaux».

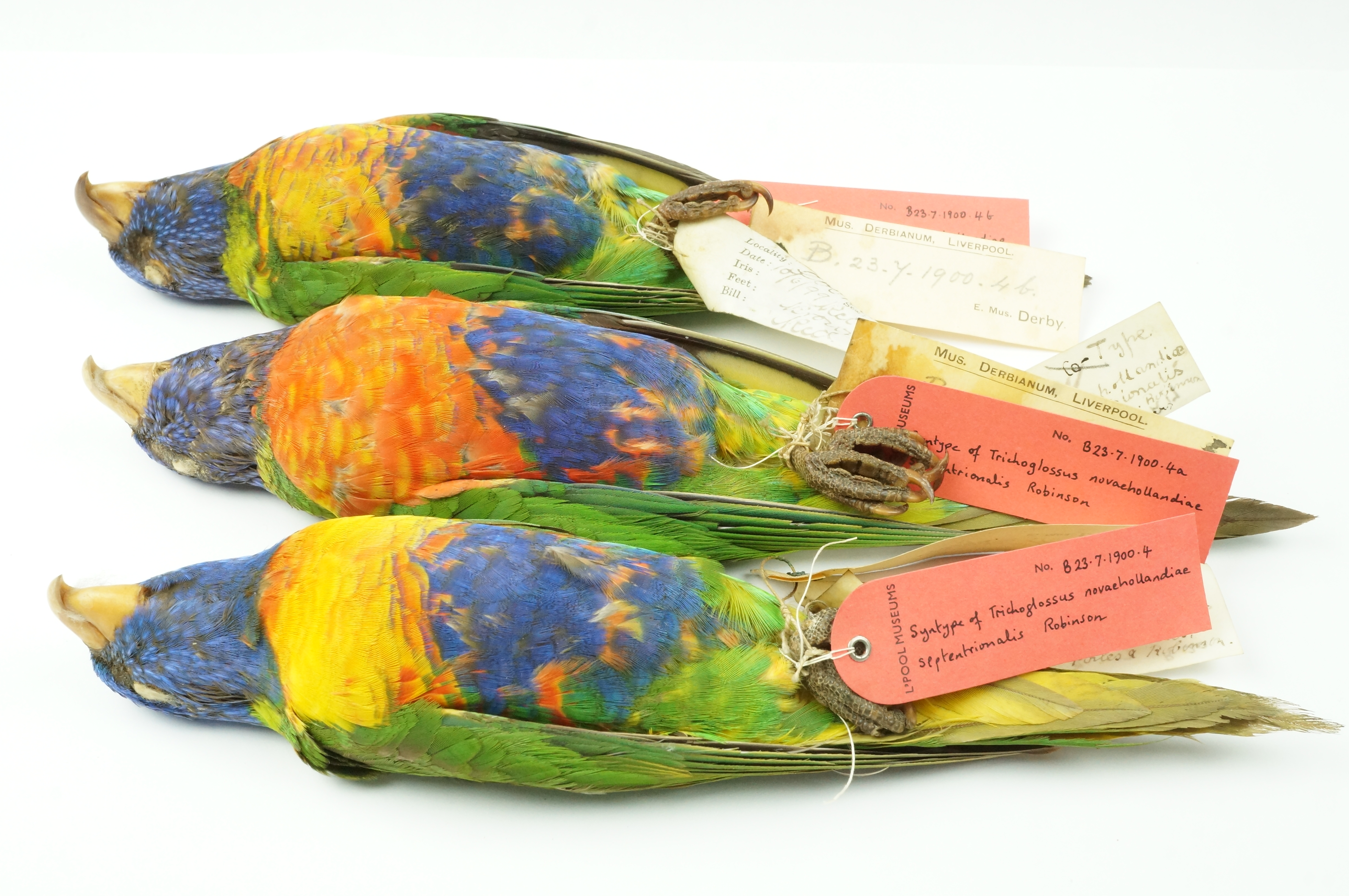
Синтипы Trichoglossus novaehollandiae septentrionalis Robinson (NML-VZ 23.7.1900.4; NML-VZ 23.7.1900.4a; NML-VZ 23.7.1900.4b), хранящиеся в Музее мира, Национальные музеи Ливерпуля

Вид был проиллюстрирован как «Peluche des Moluques» и как «Perruche d’Amboine». Гмелин был введён в заблуждение и придумал видовое название moluccanus, поскольку считал, что образцы были привезены с Молуккских островов. В 1916 году Грегори Мэтьюс изменил типовую местность на залив Ботани в Австралии. В настоящее время отнесён к роду Trichoglossus, который был введён в 1826 году английским натуралистом Джеймсом Фрэнсисом Стивенсом.
Известны два подвида:
- T. m. septentrionalis  Robinson, 1900 — обитает на полуострове Кейп-Йорк (северо-восточная Австралия)
- T. m. moluccanus  (Gmelin, 1788) — обитает в Австралии (кроме полуострова Кейп-Йорк) и Тасмании.

Многие авторы рассматривали вишнёво-красного лорикета (T. rubritorquis) в качестве подвида, но сегодня его считают отдельным видом. Кроме того, обзор в 1997 году привёл к рекомендации выделить некоторые из наиболее характерных таксонов из Малых Зондских островов в качестве отдельных видов:
- (Trichoglossus forsteni)
- (Trichoglossus capistratus)
- Лорикет Флореса[15]

Этому все чаще следуют крупные авторитеты. В 2019 году из вида радужный лорикет в Австралии были выделены два: многоцветный (Trichoglossus haematodus) и красношейный лорикет (Trichoglossus rubritorquis).

## Описание
Радужный лорикет — попугай среднего размера, длина которого колеблется от 25 до 30 см, включая хвост, а вес варьируется от 75 до 157 г. Оперение номинативного подвида, как и у всех подвидов, очень яркое и красочное. Голова тёмно-синего цвета с зеленовато-жёлтым затылочным воротником, а остальные верхние части (крылья, спина и хвост) зелёные. Грудь оранжево-жёлтого цвета. Брюхо тёмно-синего цвета, а бёдра и надхвостье зелёные. В полёте жёлтая полоса на крыльях чётко контрастирует с красными кроющими перьями подкрылья. Молодые особи имеют чёрный клюв, который у взрослых постепенно становится оранжевым. Окраска Trichoglossus moluccanus напоминает окраску многоцветного лорикета, но с голубым брюшком и более оранжевой грудкой с небольшим или полным отсутствием сине-чёрных полос.

### Половой диморфизм
В отличие от благородного попугая, радужные лорикеты не имеют каких-либо сразу заметных диморфных черт. Самцы и самки выглядят одинаково, и для определения пола особи используется хирургическое определение пола ветеринаром или анализ ДНК пера.

## Поведение
Радужные лорикеты часто путешествуют вместе парами и иногда отвечают на призывы летать стаей, а затем снова разбиваются на пары. Пары радужных лорикетов агрессивно защищают свои места кормления и гнездования от других радужных лорикетов и других видов птиц. Они отгоняют не только мелких птиц, таких как черношапочная манорина и малый серёжчатый медосос, но и более крупных птиц, таких как ворона-свистун.

### Питание

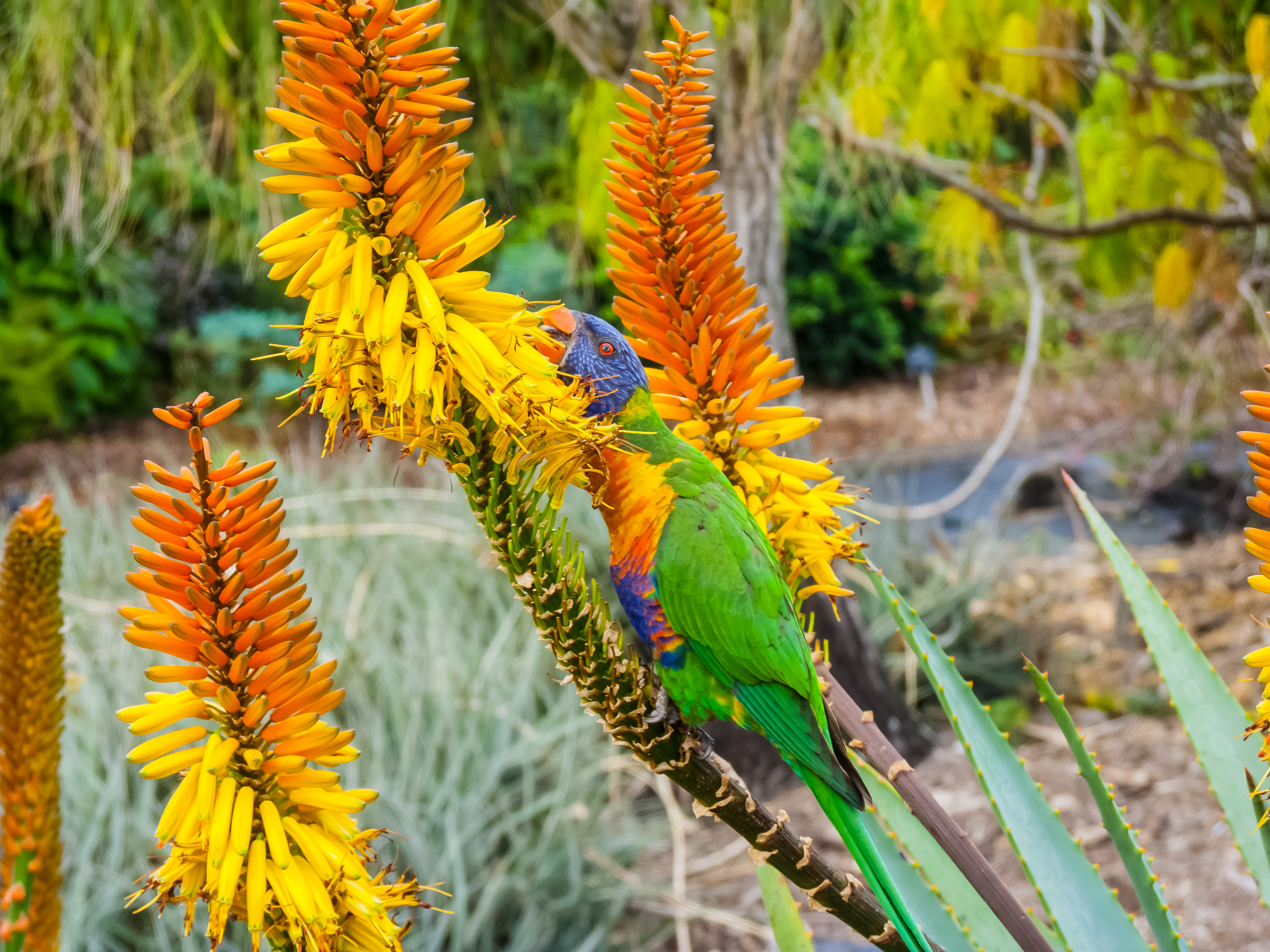
Радужный лорикет, кормящийся нектаром алоэ

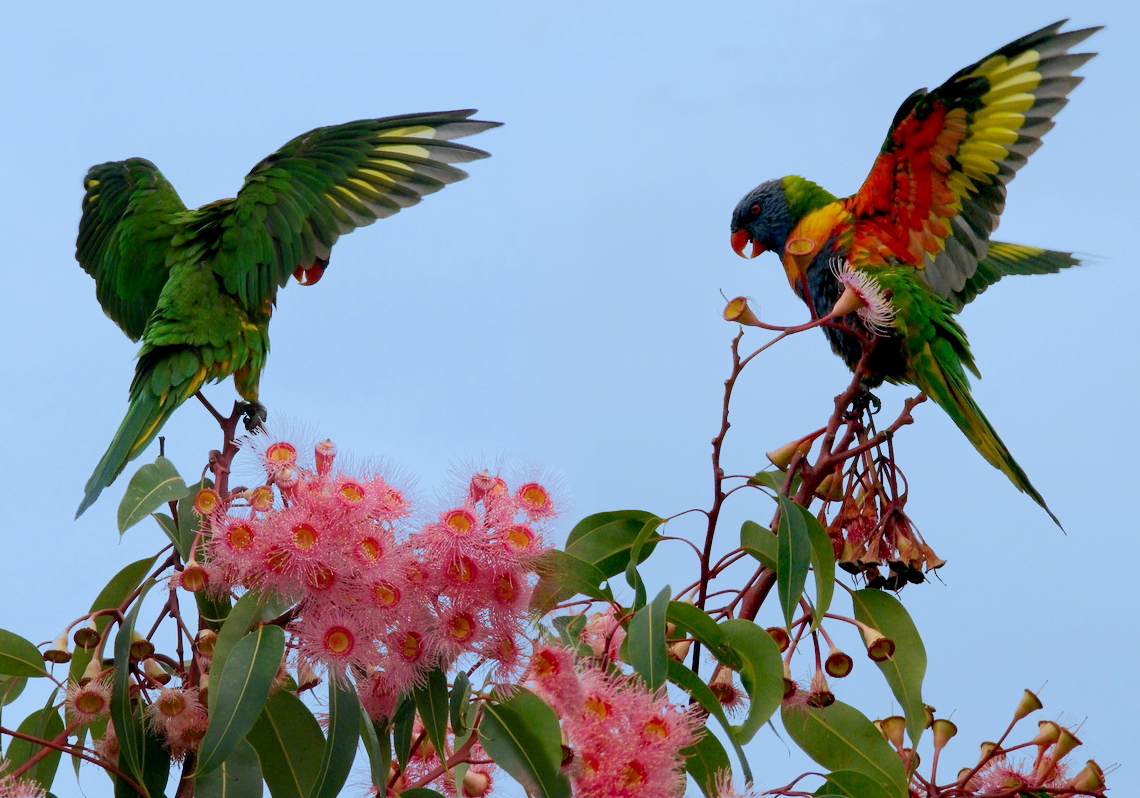
В Брисбене, Квинсленд

Радужные лорикеты питаются в основном фруктами, пыльцой и нектаром, и язык у них специально приспособлен для их особого рациона. Конец языка снабжён сосочковидным придатком, приспособленным для сбора пыльцы и нектара с цветов. В Австралии лорикеты часто употребляют нектар эвкалипта, другими важными источниками нектара являются смолосемянник, гревиллея, спатодея и саговая пальма. В Меланезии важный источник пищи — кокосы, а радужные лорикеты являются основными их опылителями. Они также потребляют плоды фикуса и мунтингии, а также папайи и манго, если плоды уже надкушены летучими мышами. Могут вредить плодовым и другим сельскохозяйственным культурам: яблокам, кукурузе, сорго. Лорикеты являются частыми посетителями кормушек для птиц, установленных в садах, которые снабжают их магазинным нектаром, семенами подсолнечника и фруктами, такими как яблоки, виноград и груши. Во многих местах, включая кемпинги и пригородные сады, дикие лорикеты настолько привыкли к людям, что их можно кормить с рук. Заповедник дикой природы Каррамбин в Квинсленде, Австралия, известен своими тысячами лорикетов. Каждый день около 8 утра и 4 вечера птицы собираются в огромную шумную стаю на главной территории парка. Посетителям рекомендуется кормить их специально приготовленным нектаром, и птицы с радостью садятся на руки и головы людей, чтобы съесть его. Посетители заповедника Лоун Пайн Коала в Брисбене, Квинсленд, Австралия, также могут покормить диких радужных лорикетов с рук. Полуручные лорикеты являются обычными ежедневными посетителями многих задних дворов Сиднея, хотя многие люди, не зная об их диетических требованиях, кормят их хлебом или бутербродами с мёдом. Это недостаточный источник питательных веществ, витаминов и минералов, в которых нуждается радужный лорикет, и это может привести к проблемам со здоровьем и формированием перьев у молодых лорикетов. Пакетированные смеси с питательными веществами, подходящие для кормления лорикетов, обычно можно приобрести у ветеринаров и в зоомагазинах.

### Размножение

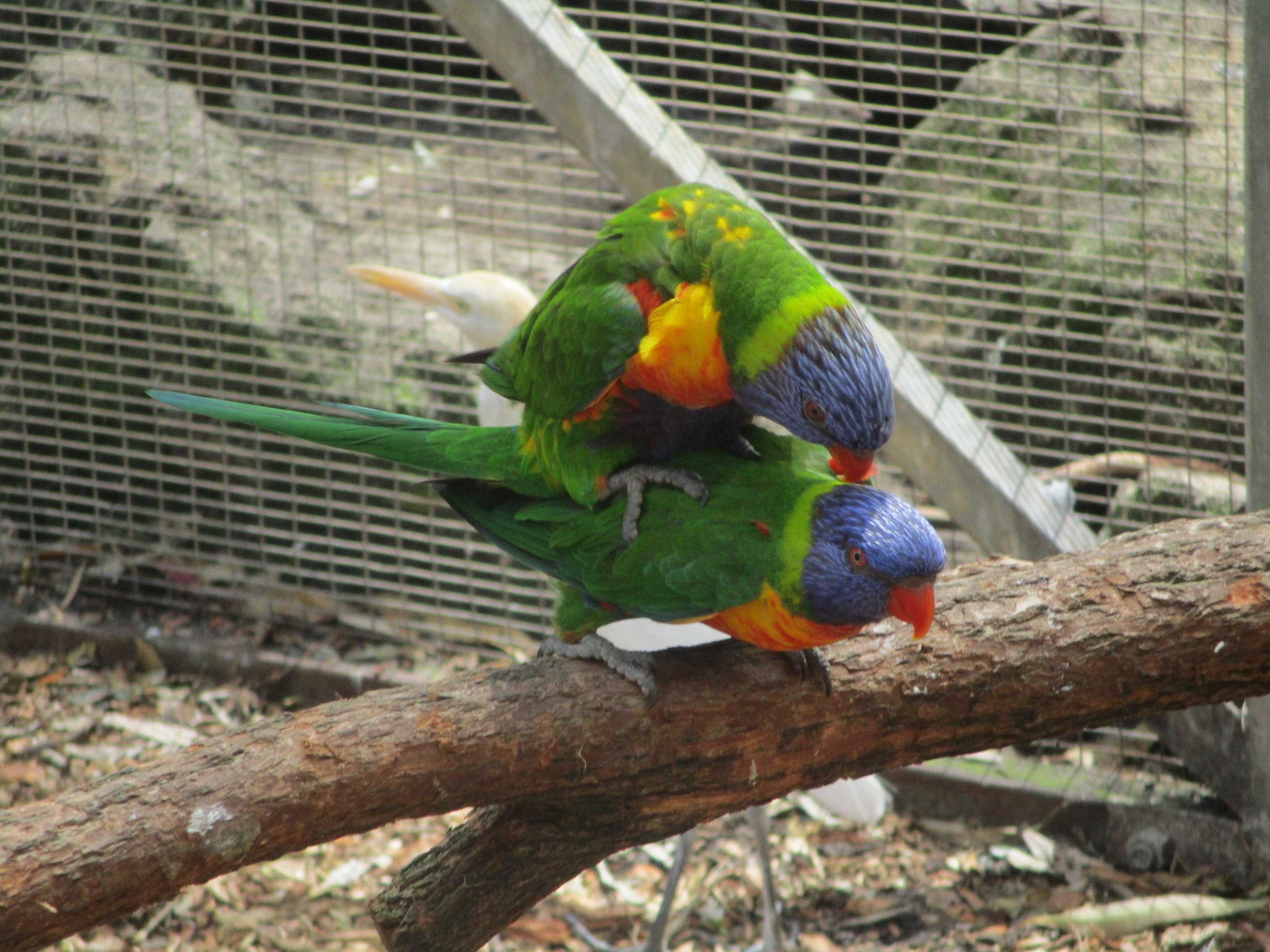
Спаривание радужных лорикетов в зоопарке Пил, Западная Австралия

В Южной Австралии размножение обычно происходит с конца зимы до начала лета (с августа по январь). В других частях Австралии размножение регистрировалось в каждом месяце, кроме марта, варьируя от региона к региону из-за изменений в доступности пищи и климата. Места гнездования различны и могут включать дупла высоких деревьев, таких как эвкалипты, пальмовые стволы или нависающие скалы. Пары иногда гнездятся на одном дереве с другими парами радужных лорикетов или другими видами птиц. Размер кладки составляет от одного до трёх яиц, которые высиживаются около 25 дней. Обязанности по насиживанию выполняются самкой в одиночку.
Радужные лорикеты в основном моногамны и остаются в паре долгое время, если не на всю жизнь.

## Болезни

### «Синдром паралича лорикета»
Синдром неясной этиологии поражает радужных лорикетов. Каждый год на юго-востоке Квинсленда и северо-востоке Нового Южного Уэльса тысячи птиц становятся парализованными и неспособными летать или есть. Поскольку эта проблема носит сугубо сезонный характер — возникает только с октября по июнь и наиболее интенсивно с декабря по февраль, — вполне вероятно, что это одна из форм отравления растениями. Эта закономерность предполагает, что это происходит из-за плодов неизвестного растения, которое цветёт только с весны—осени, и наиболее интенсивно летом.